# 八幡橋 (魚津市)
八幡橋（やはたばし）は、富山県魚津市の角川に架かる富山県道137号堀江魚津線の橋である。

## 概要
現在の橋は、1954年1月に架橋された先代の橋が老朽化したことに伴い、1995年に角川の河川改修事業と合わせて架け替えに着手し、2002年9月14日に開通した全長36mの橋である。欄干には角川の清流と魚津八幡宮献灯みこし祭りをデザインしたレリーフが飾られている。